# Curtis Lee Brown
Curtis Lee Brown (Elizabethtown, Észak-Karolina, 1956. március 11. –) amerikai pilóta, űrhajós, ezredes.

## Életpálya
1978-ban a Haditengerészeti Akadémián (USAF Academy) villamosmérnöki oklevelet szerzett. 1979-ben kapott repülőgép vezetői jogosítványt. Szolgálati repülőgépe az A–10 volt. 1985-ben tesztpilóta kiképzésben részesült. Tesztrepülőgépei az A–10 és az F–16 különböző változatai voltak. Több mint 6000 órát repült (repülő, űrrepülő).
1987. június 5-től a Lyndon B. Johnson Űrközpontban részesült űrhajóskiképzésben. Kiképzett űrhajósként az Ürhajózási Hivatal keretében a Shuttle Mission Simulator (SMS) fejlesztését végezte. Hat űrszolgálata alatt összesen 57 napot, 17 órát és 7 percet (1385 óra) töltött a világűrben. Űrhajós pályafutását 1999. december 31-én fejezte be. Az American Airlines pilótája.

## Űrrepülések
- STS–47, az Endeavour űrrepülőgép 2. repülésének pilótája. Kilencedik alkalommal szállította a világűrbe a Spacelab mikrogravitációs laboratóriumot, melyben a nemzetközi legénység többek között biológiai és anyagtudományi kísérleteket végzett. Az elvégzett 44 kísérlet közül 35-öt a Japán Űrügynökség finanszírozott. Első űrszolgálata alatt összesen 7 napot, 22 órát, 30 percet és 23 másodpercet (190 óra) töltött a világűrben. 5 265 523 kilométert repült, 126 alkalommal kerülte meg a Földet.
- STS–66, a Atlantis űrrepülőgép 13. repülésének pilótája. A legénység feladata volt az Atmospheric Laboratory for Applications and Sciences–3 (ATLAS–03) – légkörkutató program teljesítése. Második űrszolgálata alatt összesen 10 napot, 22 órát és 34 percet (262 óra) töltött a világűrben. 7 330 226 kilométert (4 554 791 mérföldet) repült, 174 kerülte meg a Földet.
- STS–77, az Endeavour űrrepülőgép 11. repülésének pilótája. Pályára állítottak kettő műholdat valamint a Spartan-207/IAE (Inflatable Antenna Experiment) – felfújható, gömb alakú űreszközt. Tesztelve a felfújható űreszközök készítésének lehetőségét. Szolgálata alatt kereskedelmi kutatást, kísérleteket és anyag előállítást (gyógyszernek nem minősülő) végeztek. A Coca-Cola megbízásából vizsgálták termékeinek fogyaszthatóságát. Harmadik űrszolgálata alatt összesen 10 napot, 00 órát és 40 percet (241 óra) töltött a világűrben. 6 600 000 kilométert (4 100 000 mérföldet) repült, 161 kerülte meg a Földet.
- STS–85, a Discovery űrrepülőgép 23. repülésének küldetés parancsnoka. A telepítette, majd visszanyerte az Atmosphere-Shuttle Pallet Satellite-2 (CRISTA-SPAS-2) űreszközt (légkörkutató). Tesztelte az új Japán manipulátor alkalmazhatóságát. Negyedik űrszolgálata alatt összesen 11 napot, 20 órát és 28 percet (284 óra) töltött a világűrben. 7 600 000 kilométert (4 700 000 mérföldet) repült, 189 kerülte meg a Földet.
- STS–95, a Discovery űrrepülőgép 25. repülésének parancsnoka. Tesztelték a Hubble űrtávcső működését. Ötödik űrszolgálata alatt összesen 8 napot, 21 órát és 44 percet (213 óra) töltött a világűrben. 5 800 000 kilométert (3 600 000 mérföldet) repült, 135 kerülte meg a Földet.
- STS–103, a Discovery űrrepülőgép 27. repülésének parancsnoka. Hatodik űrszolgálata alatt összesen 7 napot, 23 órát és 11 percet (191 óra) töltött a világűrben. Hubble űrtávcső elemeinek harmadik javításán, a harmadik űrsétán (szerelés) végzett egy 8 óra és 10 perces űrsétát (kutatás, szerelés) végzett. Az első ESA űrhajós aki az űrrepülőgép fedélzetéről űrsétát végzett. 5 230 000 kilométert (3 250 000 mérföldet) repült, 119 kerülte meg a Földet.